# Mille carré doré
Le Mille carré doré (en anglais : Golden Square Mile) est le nom d'un luxueux quartier de maisons de maître sur une pente du mont Royal dans le secteur centre-ouest du centre-ville de Montréal, au Québec. On doit cette appellation à l'écrivain et professeur Hugh MacLennan.

## Histoire

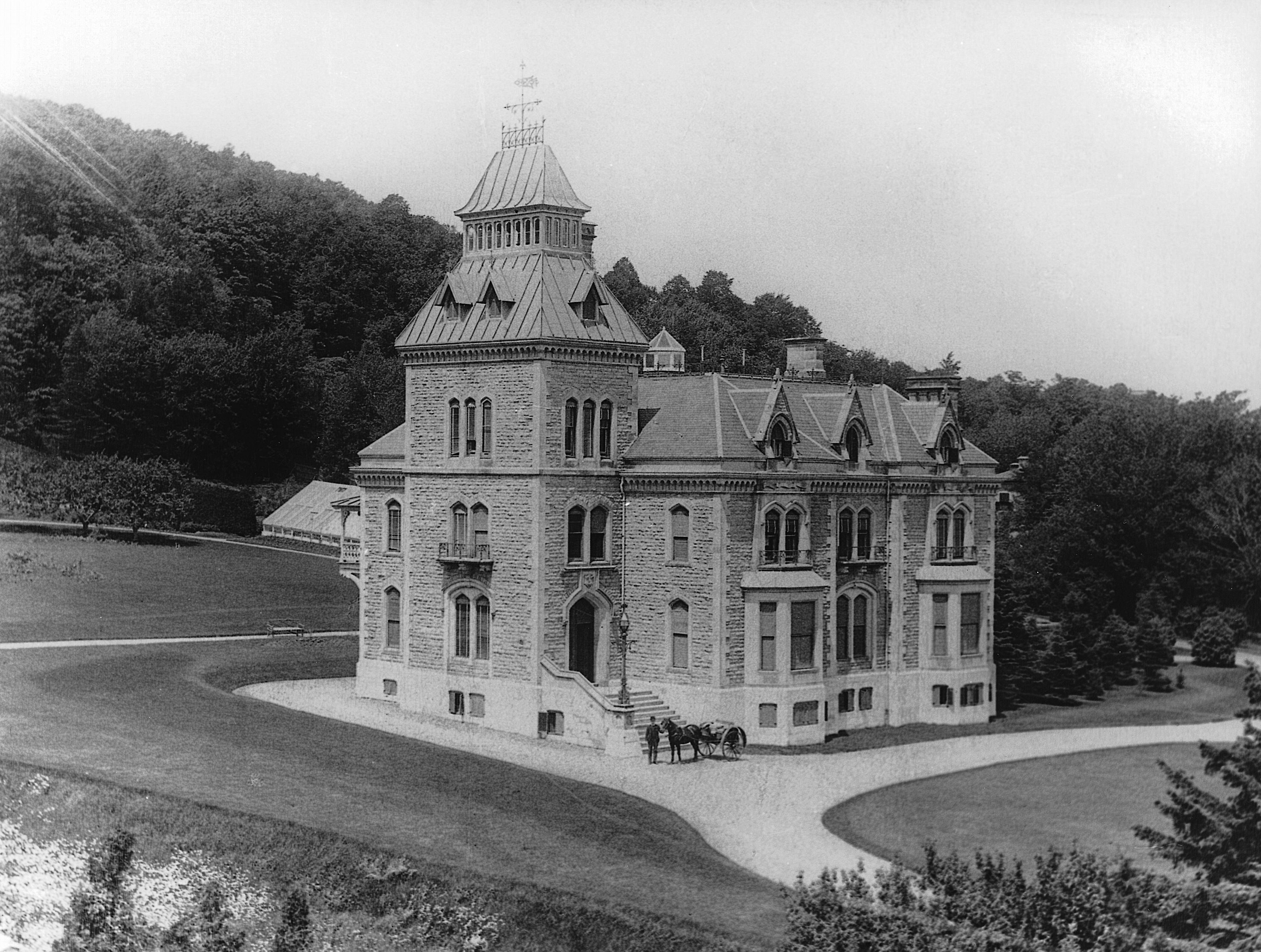
La maison de John Redpath, Terrace Bank, rue Sherbrooke Ouest, vers 1880.

De 1850 à 1930, les bourgeois anglophones commencèrent à migrer à l'intérieur de Montréal dans cette partie de la ville qui présentait un habitat plus sain en amont des vents dominants. Cette période a vu aussi le développement dans la ville des plus belles résidences d'anglophones près de la rue Sherbrooke Ouest, c'est pourquoi cette période correspond également à ce qu'on pourrait nommer comme « l'âge d'or » du quartier. La communauté comprenait majoritairement des hommes d'affaires scotto-canadien venant des Highlands.
Le quartier rassemblait, au tournant du 20e siècle, les propriétaires des plus grandes entreprises canadiennes dans les domaines des chemins de fer, de la navigation, des mines, de la forêt, des fourrures et de la finance. Entre 1870 et 1900, 70 % de la richesse du Canada était détenue par une cinquantaine d'hommes, tous habitants du quartier.
Une particularité notable de ce quartier est qu’il n’arbore pas de style architectural dominant. Bien au contraire, les maisons du Mille carré doré forment un amalgame varié de plusieurs styles architecturaux. Cette « incohérence » visuelle est le résultat de ce qui pourrait être caractérisé de « bataille des styles » où chaque propriétaire tente de se différencier des autres grâce à une architecture toujours plus singulière et originale. En effet, dans ce quartier où la démesure semble être coutume, les maisons sont l’image de prouesses artistiques excentriques permettant à leur propriétaire de faire valoir leur statut social. Le développement de ces maisons s’est inscrit dans « le désir des élites de se distinguer, de disposer d’espaces d’activité exclusifs, réservés, voire ségrégués ». En somme, les maisons du Mille carré doré sont définitivement la représentation matérielle ultime d’une culture élitiste disparue de Montréal. Certes, elles servent à se différencier de la classe moyenne, mais ses propriétaires veulent aussi et surtout se différencier du voisin, bien qu’elles ne soient aujourd’hui que l’ombre de ces constructeurs qui furent de grandes figures de la métropole à une période charnière de son histoire.
[1] Peggy Roquigny. « Loisirs dansants de la bourgeoisie anglo-montréalaise. Transformation et persistance des lieux de pratique, 1870-1940 », Revue d’histoire urbaine, vol. 40, no. 1 (automne 2011), p. 17

## Démolitions et préservation

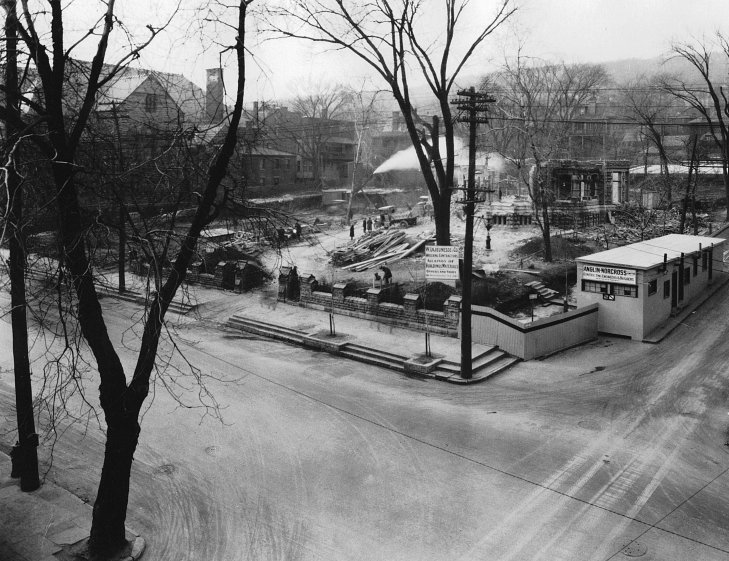
Démolition des résidences A. F. Gault et George Stephen pour la construction des appartements Le Château, 1924

Au cours du 20e siècle, les bureaux d'affaires quittent peu à peu le Vieux-Montréal vers ce quartier qui reçoit le plus gros du développement commercial du centre-ville. Des gratte-ciel émergent au gré des modifications graduelles au zonage. Le quartier connaît des démolitions et aussi de grands combats pour en préserver les plus belles résidences.
Les maisons démolies comprennent celles de Hugh Allan (1943), Ogilvie (1944), Workman (1952), R. G. Reid (1956), Fred Molson (1957), Richard B. Angus (1957) et Hector Mackenzie (1960) et la dernière grande démolition, la destruction controversée de la maison de William Cornelius Van Horne (1973).
En 1983, seulement 30 % des maisons de la moitié nord du secteur survivent à la démolition, et seulement 5 % survivent au sud de la rue Sherbrooke. Bon nombre des manoirs restants, comme la maison James Ross, aujourd'hui connue sous le nom de Chancellor Day Hall, appartiennent aujourd'hui à l'Université McGill. D'autres sont incorporés à des complexes modernes, comme à la Maison Alcan.
C'est principalement la destruction de ce patrimoine qui a mené à la création d'Héritage Montréal par Phyllis Lambert en 1975.

## Géographie

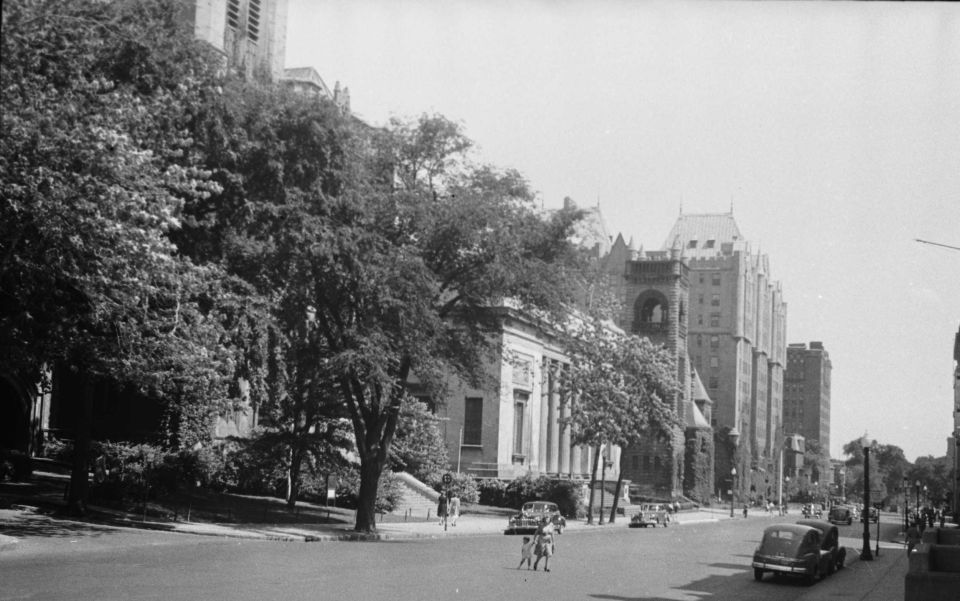
La rue Sherbrooke en 1947

D'une superficie de presque précisément un mille carré, le quartier est limité au nord par le mont Royal et l'avenue des Pins, à l'ouest par la rue Guy et le chemin de la Côte-des-Neiges, à l'est par la rue University et le boulevard Robert-Bourassa, et au sud par le boulevard René-Lévesque. Certains augmentent le territoire jusqu'à la rue De Bleury à l'est et à la rue Saint-Antoine au sud. La maison Shaughnessy, plus à l'ouest, est également considérée comme une propriété phare du secteur.
Lorsque l'on se promène sur la rue Sherbrooke, on peut voir devant quelques édifices, jugés patrimoniaux, des plaques qui rappellent l'histoire de ces maisons qui portent le nom de leur premier propriétaire.
À cause de la présence du musée des beaux-arts de Montréal et de nombreuses galeries d'art, la partie nord-ouest de ce secteur est aujourd'hui aussi appelée le Quartier du Musée.
Le secteur est desservi par les stations de métro Peel et McGill, situées sur la ligne verte.

## Personnalités liées au Mille carré doré

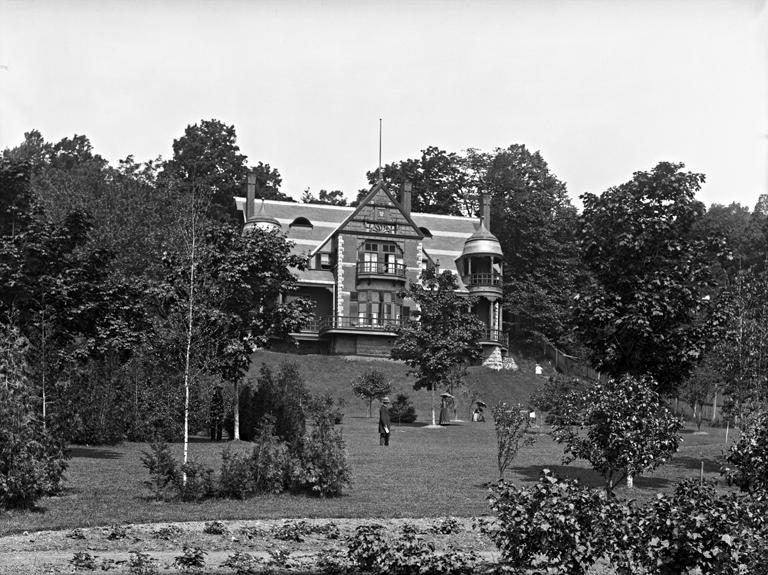
Résidence de George Hague, Rotherwood, rue Redpath, 1890

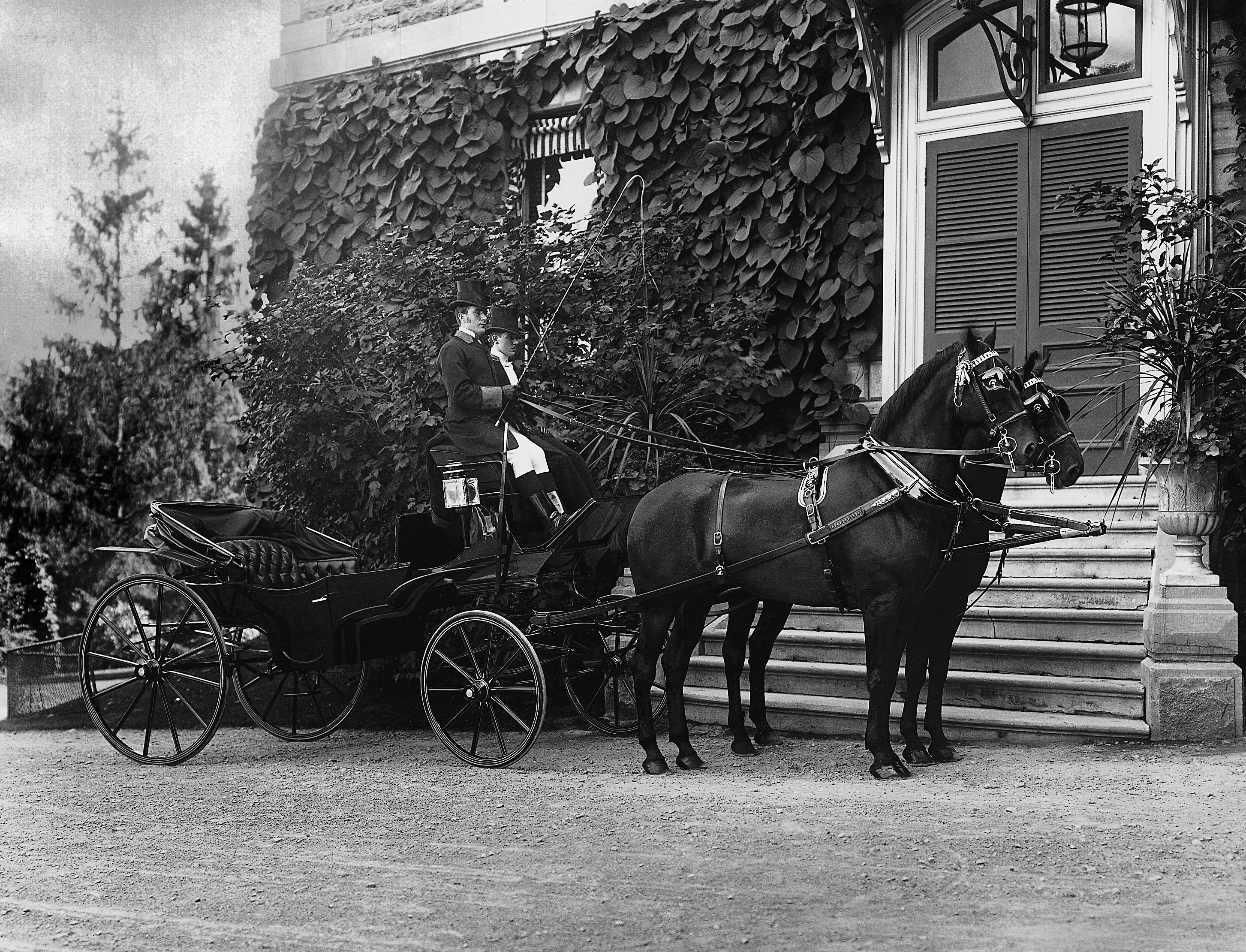
Barouche à l'extérieur dIononteh, résidence d'Andrew Allan, 1901

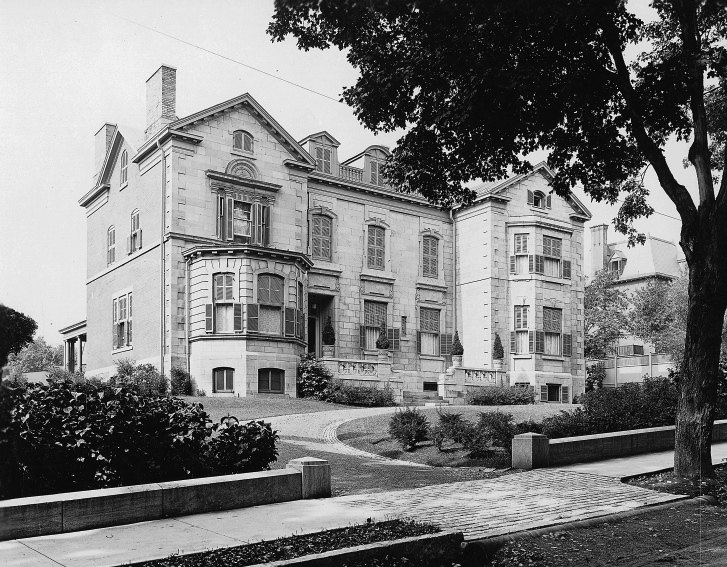
Résidence de Lady Galt, Montréal, 1912

Les résidents du « Golden Square Mile » ont joué un rôle important dans le développement du Canada pendant le XIXe siècle et le début du XXe siècle. Dans sa gloire, vers 1900, 70 % de toute la richesse du Canada appartenait à ces entrepreneurs.
- James McGill, (1744-1813), homme d'affaires
- Simon McTavish (1750-1804), maître de la Compagnie du Nord-Ouest
- John Molson, (1763-1836), brasseur et entrepreneur
- William McGillivray (1765-1825), commerçant de fourrure, président de la Compagnie du Nord-Ouest
- Frédéric-Auguste Quesnel, (1785–1866), fourrure et spéculation terrienne
- John Torrance (1786-1870), grossiste (vin, liqueurs, thé...)
- Sir George Simpson (1786-1860), gouverneur-en-chef de la Compagnie de la Baie d'Hudson
- John Molson Jr, (1787-1860), transport maritime et ferroviaire, banque
- John Frothingham (1788-1870), importateur et manufacturier (outils)
- Peter McGill, (1789-1860), entrepreneur et homme politique
- Thomas Molson (1791-1863), brasseur et entrepreneur (Montreal Gas Company)
- William Molson (1793-1875), marchant général, brasseur, banquier
- John Redpath, (1796-1869), homme d'affaires (sucre)
- Harrison Stephens, consul des États-Unis
- William Dow, (1800-1868), brasseur, chemin de fer
- Hugh Allan (1810-82), promoteur du chemin de fer, président de la Merchants' Bank et de la Montreal Telegraph Company
- William Notman, (1826-1891), photographe
- George Stephen (1829–1921), homme d'affaires d'origine écossaise, pionnier du transport ferroviaire.
- George A. Drummond (1829-1910), ingénieur chimique (marié à Helen Redpath, fille de John), président de la Banque de Montréal
- William Watson Ogilvie (1835-1900), président du moulin à farine Ogilvie
- Sir William Christopher Macdonald (1831-1917), homme d'affaires (tabac)
- John Thomas Molson (1837-1910), fils de William, yachtsman
- Robert Mackay (1840-1916) homme d'affaires. Maison démolie en 1930
- Isaac de Sola (1858-1920), homme d’affaires, chef sioniste, diplomate et auteur
- Rodolphe Forget (1861-1919), homme d'affaires et homme politique
- Frederick Williams-Taylor (en) (1863–1945), homme d'affaires, banquier et directeur général de la Banque de Montréal
- James Linton, (1879-1958) manufacturier de bottes et de souliers
- Andrew Frederick Gault (1883-1905) président de la Gault brothers' Dominion Cotton Mills
- Charles-Edouard Gravel (1883-1959), président (1947-1950) de la Banque canadienne nationale. Sa demeure est construite en 1934 au 3650, McTavish. Depuis 1968, elle appartient à l'Université McGill sous le nom de David Thompson house.
- Ernest Cormier (1885-1980), architecte de l'une des dernières grandes maisons bourgeoises du Mille carré doré en 1930 (la Maison Ernest-Cormier)
- Jean C. Lallemand, (1898-1987), industriel, mécène québécois, officier de l'ordre du Canada, l'un des trois fondateurs de l'Orchestre symphonique de Montréal; la résidence familiale se trouvait au 1637, rue Sherbrooke ouest.
- John Wilson McConnell qui avait acheté la maison de Jeffrey Hale Burland en 1924 sur les flancs du Mont-Royal.
- William Cornelius Van Horne (1843-1915), pionnier du transport ferroviaire nord-américain et propriétaire de la Maison Van Horne